# كيم سن-وو (لاعب كرة قدم)
كيم سن-وو (هانغل: 김선우) هو لاعب كرة قدم كوري جنوبي في مركز الوسط، ولد في 23 يناير 1986 في كوريا الجنوبية. لعب مع إنتشون يونايتد.

## وصلات خارجية
- كيم سن-وو (لاعب كرة قدم) على موقع دوري كوريا الجنوبية (الإنجليزية)
- كيم سن-وو (لاعب كرة قدم) على موقع قاعدة بيانات كرة القدم.إي يو (الإنجليزية)